# Mariano de Racciaccaris
Mariano de Racciaccaris (Tivoli, ... – L'Aquila, 24 marzo 1592) è stato un vescovo cattolico italiano.

## Biografia
Nato a Tivoli e facente parte dell'ordine dei frati minori osservanti, si trasferì all'Aquila, dove diventò confessore personale di Margherita d'Austria, duchessa di Parma e governatrice degli Abruzzi. Per sua richiesta, il 3 luglio 1579 Filippo II di Spagna lo nominò vescovo dell'Aquila, incarico confermato da papa Gregorio XIII. Durante il suo episcopato ebbe contrasti territoriali sia con la diocesi di Sulmona-Valva sia con il convento di Santa Maria di Collemaggio e per questo per un certo periodo l'amministrazione diocesana fu assegnata a due vicari, prima Bernardino de Ritiis e poi Girolamo Moricone. Concluse le controversie, de Racciaccaris fu reintegrato pienamente nel proprio ruolo, che mantenne fino al 1592, anno della sua morte; venne seppellito nella cattedrale cittadina.